# (17076) Betti
(17076) Betti (1999 HO) – planetoida z grupy pasa głównego asteroid okrążająca Słońce w ciągu 3,78 lat w średniej odległości 2,42 j.a. Odkryta 18 kwietnia 1999 roku.